# Conspiração Hindu-Alemã
A Conspiração Hindu-Alemã  foi uma série de tentativas entre 1914 e 1917 por parte de grupos nacionalistas indianos para criar uma rebelião indiana contra o Império Britânico durante a Primeira Guerra Mundial . Esta rebelião foi formulada entre a resistência revolucionária indiana e nacionalistas exilados nos Estados Unidos. Também envolveu o Partido Ghadar e, na Alemanha, o comitê de independência da Índia na década anterior à Grande Guerra.    A conspiração começou no início da guerra, com amplo apoio do Ministério das Relações Exteriores alemão. O plano mais proeminente tentou fomentar a agitação e desencadear um motim no Exército Indiano Britânico de Punjab a Singapura . Seria executado em fevereiro de 1915 e derrubaria o domínio britânico no subcontinente indiano . O motim de Fevereiro foi finalmente frustrado quando a inteligência britânica se infiltrou no movimento gadarita e prendeu figuras-chave. Motins em unidades menores e guarnições na Índia também foram esmagados.
A aliança e conspiração indo-alemã foram alvo de um esforço mundial da inteligência britânica, que impediu com sucesso novas tentativas. A conspiração resultou nos julgamentos de casos de conspiração de Lahore na Índia, bem como no Julgamento de Conspiração Hindu-Alemã - na época o julgamento mais longo e mais caro já realizado nos Estados Unidos. 
Esta série de eventos foi fundamental para o movimento de independência da Índia e tornou-se um fator importante na reforma da política indiana do Raj. 

## Fundo
O nacionalismo tornou-se cada vez mais proeminente na Índia ao longo das últimas décadas do século XIX, como resultado das mudanças sociais, económicas e políticas instituídas no país durante a maior parte do século.      O Congresso Nacional Indiano, fundado em 1885, desenvolveu-se como uma plataforma importante para as demandas dos legalistas por liberalização política e por maior autonomia. O movimento nacionalista cresceu com a fundação de grupos clandestinos na década de 1890. Tornou-se particularmente forte, radical e violento em Bengala e no Punjab, juntamente com movimentos menores, mas ainda assim notáveis, em Maharashtra, Madras e outros locais do sul da Índia.  Em Bengala, os revolucionários recrutaram mais frequentemente os jovens instruídos da comunidade urbana de classe média de Bhadralok, que resumia o revolucionário indiano "clássico", enquanto no Punjab a sociedade rural e militar sustentava a violência organizada. 

### Submundo revolucionário indiano
O Partido Ghadar foi formado em 1913 nos Estados Unidos sob a liderança de Har Dayal, com Sohan Singh Bhakna como seu presidente. Atraiu membros de imigrantes indianos, principalmente de Punjab.  Muitos de seus membros também eram da Universidade da Califórnia em Berkeley. O partido rapidamente ganhou o apoio de expatriados indianos, especialmente nos Estados Unidos, Canadá e Ásia.. O objetivo final de Ghadar era derrubar a autoridade colonial britânica na Índia através de uma revolução armada. A principal estratégia de Ghadar era atrair os soldados indianos à revolta. No final de 1913, o partido estabeleceu contato com revolucionários proeminentes na Índia, incluindo Rash Behari Bose . O chanceler alemão Theobald von Bethmann Hollweg autorizou a atividade alemã contra a Índia britânica quando a Primeira Guerra Mundial eclodiu em setembro de 1914. A Alemanha decidiu apoiar ativamente os planos gadaritas. 

## Conspiração
O Exército Indiano Britânico, entretanto, contribuiu significativamente para o esforço de guerra Aliado na Primeira Guerra Mundial. Consequentemente, uma força reduzida, estimada em 15.000 soldados no final de 1914, estava estacionada na Índia.  Foi neste cenário que foram feitos planos concretos para organizar revoltas na Índia.
Nos Estados Unidos, foi feito um elaborado plano e arranjo para enviar armas do país  .   Em outubro de 1914, o vice-cônsul alemão EH von Schack em São Francisco aprovou os preparativos para os fundos e armamentos. O adido militar alemão, capitão Franz von Papen, futuro chanceler da Alemanha antes da tomada do poder por Hitler, adquiriu armas pequenas e munições no valor de US$ 200.000 por meio de agentes Krupp e providenciou seu envio para a Índia através de San Diego, Java e Birmânia. O arsenal incluía 8.080 rifles Springfield da  Guerra Hispano-Americana, 2.400 carabinas Springfield, 410 rifles de repetição Hotchkiss, 4.000.000 cartuchos, 500 revólveres Colt com 100.000 cartuchos e 250 pistolas Mauser junto com munição.  A escuna Annie Larsen e o veleiro SS Henry S foram contratados para embarcar as armas para fora dos Estados Unidos e transferi-las para o SS Maverik  . 
Embora a remessa se destinasse a suprir o motim planejado para fevereiro de 1915, só foi despachada em junho. Nessa altura, a conspiração já tinha sido descoberta na Índia e os seus principais líderes tinham sido presos ou escondidos. O Julgamento de Conspiração Hindu-Alemã começou em 1917 nos Estados Unidos sob a acusação de tráfico de armas e na época foi um dos julgamentos mais longos e caros da história jurídica americana. 

### Motim indiano
No início de 1915, muitos gadaritas (cerca de 8.000 só na província de Punjab, segundo algumas estimativas) retornaram à Índia.  Esses  rebeldes, que até então eram organizados separadamente por diferentes grupos, foram reunidos sob a liderança de Rash Behari Bose no norte da Índia, VG Pingle em Maharashtra e Sachindranath Sanyal em Benares .    Foi feito um plano para um levante geral unificado, com data marcada para 21 de fevereiro de 1915.  
Na Índia, a conspiração para o motim tomou sua forma final. De acordo com os planos, a 23ª Cavalaria em Punjab deveria apreender armas e matar seus oficiais durante a chamada em 21 de fevereiro.  Isto seria seguido por um motim no 26º Punjab, que seria o sinal para o início do levante, resultando em um avanço sobre Delhi e Lahore. A célula de Bengala deveria procurar o Punjab Mail que entrava na estação Howrah no dia seguinte (que teria sido cancelado se Punjab fosse apreendido) e atacaria imediatamente. No entanto, o CID de Punjab se infiltrou com sucesso na conspiração no último momento através de um sipaio chamado Kirpal Singh .  Sentindo que os seus planos tinham sido comprometidos, o Dia D foi antecipado para 19 de Fevereiro, mas mesmo estes planos chegaram à inteligência.  Os planos de revolta do 130º Regimento Baluchi em Rangum, em 21 de janeiro, foram frustrados. As tentativas de revoltas no 26º Punjab, 7º Rajput, 130º Baluch, 24ª Artilharia Jat e outros regimentos foram reprimidas. Motins em Firozpur, Lahore e Agra também foram reprimidos e muitos líderes importantes da conspiração foram presos, embora alguns tenham conseguido escapar ou escapar da prisão. Uma última tentativa foi feita por Kartar Singh e VG Pingle para desencadear um motim no 12º Regimento de Cavalaria em Meerut .  Kartar Singh escapou de Lahore, mas foi preso em Varanasi, e VG Pingle foi detido em Meerut. Seguiram-se prisões em massa à medida que os Ghadaritas eram presos no Punjab e nas Províncias Centrais . Rash Behari Bose escapou de Lahore e em maio de 1915 fugiu para o Japão. Outros líderes, incluindo Giani Pritam Singh, Swami Satyananda Puri e outros fugiram para a Tailândia .  
Em 15 de fevereiro, a 5ª Infantaria Ligeira estacionada em Cingapura estava entre as poucas unidades que se amotinaram com sucesso.  O motim foi reprimido somente depois que navios franceses, russos e japoneses chegaram com reforços.   Das 200 pessoas julgadas em Singapura, 47 amotinados foram baleados em execuções públicas,   e os restantes foram transportados para o resto da vida para a África Oriental, ou receberam penas de prisão que variam entre sete e vinte anos.  Ao todo, 800 amotinados foram baleados, presos ou exilados. 

## Impacto
Em meio ao esforço de guerra britânico e à ameaça do movimento militante na Índia, os britânicos aprovaram a Lei de Defesa da Índia de 1915 . Michael O'Dwyer, então vice-governador do Punjab, estava entre os mais fortes defensores da lei, em grande parte devido ao movimento gadarita.  Foi também um fator que orientou as concessões políticas britânica durante e após a Primeira Guerra Mundial, incluindo a aprovação das Reformas Montagu-Chelmsford que iniciaram a primeira rodada de reformas políticas no subcontinente indiano em 1917 e que preveria a gradual ascensão da Índia a status de Domínio dentro do Império Britanico dando-lhe total independência.    De forma ameaçadora, em 1919, a Terceira Guerra Anglo-Afegã começou na sequência do assassinato de Amir Habibullah e da instituição de Amanullah num sistema flagrantemente influenciado pela missão de Cabul. O crescente medo de novas rebeliões semelhantes no subcontinente, junto com o crescimento da oposição interna dentro do próprio Reino Unido a manutenção de seu império, já que a Índia estava integrada ao sistema capitalista e portando a colonização não mais tão necessária, levou o Império Britânico a fazer cada vez mais concessões aos movimento de independência da Índia, embora ainda houvesse grande resistência por grande parte dos membros do Partido Conservador a autonomia e dentre eles vale a pena citar o primeiro-ministro Winston Churchill. Esta resistência a Independência da Índia no Reino Unido seria somente dissipada devido a Segunda Guerra Mundial, devido ao recrutamento maciço de indianos para combater na guerra e a própria devastação da metrópole colonial britânica, acelerando e facilitando a Independência da Índia.  